# كيت غرينفيل
كاترين إليزابيث غرينفيل (بالإنجليزية Kate Grenville) (مواليد 1950) كاتبة أسترالية. نشرت خمسة عشر كتابًا متنوعًا، بما في ذلك كتب خيال وأخرى قصصية وأخرى سيرة ذاتية، بالإضافة إلى كتب تشرح عملية الكتابة. فازت في عام 2001، بجائزة أورانج للخيال عن روايتها فكرة الكمال، وفازت في عام 2006 بجائزة كتاب الكومنولث لروايتها التاريخي بعنوان النهر السري. اختيرت رواية النهر السري للفوز بجائزة مان بوكر أيضًا.
نُشرت رواياتها في جميع أنحاء العالم وتُرجمت إلى العديد من اللغات. اقتُبست ثلاث من رواياتها لأفلام سينمائية طويلة. حول أندرو بوفيل رواية النهر السري لمسرحية وقام بجولة تابعة لشركة مسرح سيدني في عام 2019.

## حياتها
ولدت كيت غرينفيل في عام 1950، وهي واحدة من ثلاثة أطفال ولدوا للقاضي ومحامي محكمة المقاطعة كينيث غرينفيل جي، وأمها إيزوبيل راسل، الصيدلانية. تلقت تعليمها في مدرسة ثانوية كريمورن للبنات، وجامعة سيدني (متحصلة على بكالوريوس مع مرتبة الشرف) وجامعة كولورادو (ماجستير). بعد حصولها على شهادتها الجامعية من جامعة سيدني، عملت غرينفيل في صناعة الأفلام، خاصة في مونتاج الأفلام الوثائقية في شركة فيلم أستراليا. كما كانت مدرسة كتابة إبداعية. عاشت كيت بين عامي 1976 و1980 في لندن وباريس، وكتبت روايات خيالية بينما كانت تعمل في مونتاج الأفلام والكتابة والسكرتارية. التحقت في عام 1980 بجامعة كولورادو في بولدر للحصول على درجة الماجستير في الكتابة الإبداعية. عادت إلى أستراليا في عام 1983، وأصبحت محررة فرعية في تلفزيون إس بي إس في قسم الترجمة المرئية. حصلت على منحة أدبية في عام 1986 وتركت إس بي إس لمتابعة كتابتها. كانت منذ أوائل التسعينيات، زميلة فخرية في جامعة سيدني.
حصلت كيت في عام 2006 على دكتوراه في الفنون الإبداعية من جامعة التكنولوجيا في سيدني تحت إشراف غليندا آدامز وبولا هاميلتون. وحصلت أيضًا على دكتوراه فخرية في الآداب من جامعة سيدني وجامعة نيو ساوث ويلز وجامعة ماكواري. كما حصلت في عام 2017 على جائزة إنجاز العمر من مجلس أستراليا وفي عام 2018 على وسام أستراليا.
تزوجت غرينفيل من روبرت شتاينر ورسام الكاريكاتير بروس بيتي. وتعيش حاليًا في سيدني مع ابنها وابنتها. تشمل أنشطتها الترفيهية تعلم العزف على التشيلو والأداء في أوركسترا للهواة.

## مهنتها
صنعت كيت غرينفيل سمعة لنفسها ككاتبة قصص قصيرة من خلال نشر مجموعتها السيدة الملتحية في عام 1984. وكتب بيتر كاري في منشوره «وأخيرًا هناك شخص يجيد الكتابة حقًا».
كانت قصة ليليان روايتها المنشورة الأولى (1985) والتي فازت بالجائزة الأسترالية/فوغل الأدبية. كانت الرواية مبنية على قصة المتمردة بي مايلز، المعروفة في سيدني لسلوكها العام الغريب. أصبحت واحدة من أفضل روايات أستراليا المحببة، واقتُبست في عام 1996 إلى فيلم من بطولة روث كراكنيل وتوني كوليت. فاز كوليت بجائزة المعهد السينمائي الأسترالي لدعم الممثلة عن أدائها لشخصية ليليان الشابة.

## روابط خارجية
- كيت غرينفيل على موقع IMDb (الإنجليزية)
- كيت غرينفيل على موقع الموسوعة البريطانية (الإنجليزية)
- كيت غرينفيل على موقع قاعدة بيانات الفيلم (الإنجليزية)